# Merry-sur-Yonne
Merry-sur-Yonne település Franciaországban, Yonne megyében. Lakosainak száma 189 fő (2022. január 1.). Merry-sur-Yonne Mailly-le-Château, Brosses, Châtel-Censoir, Crain és Mailly-la-Ville községekkel határos.

## Népesség
A település népességének változása:
| Lakosok száma | 214  | 206  | 204  | 200  | 196  | 192  | 194  | 191  | 189  |
|               | 2013 | 2015 | 2016 | 2017 | 2018 | 2019 | 2020 | 2021 | 2022 |